# Randolph (Iowa)
Randolph es una ciudad ubicada en el condado de Fremont en el estado estadounidense de Iowa. En el censo de 2010 tenía una población de 168 habitantes y una densidad poblacional de 203,98 personas por km².

## Geografía
Randolph se encuentra ubicada en las coordenadas 40°52′24″N 95°33′53″O / 40.87333, -95.56472. Según la Oficina del Censo de los Estados Unidos, Randolph tiene una superficie total de 0.82 km², de la cual 0.82 km² corresponden a tierra firme y (0%) 0 km² es agua.

## Demografía
Según el censo de 2010, había 168 personas residiendo en Randolph. La densidad de población era de 203,98 hab./km². De los 168 habitantes, Randolph estaba compuesto por el 98.21% blancos, el 0.6% eran afroamericanos, el 0% eran amerindios, el 0% eran asiáticos, el 0% eran isleños del Pacífico, el 0% eran de otras razas y el 1.19% pertenecían a dos o más razas. Del total de la población el 0.6% eran hispanos o latinos de cualquier raza.